# Свеннсен, Кристиан
Кристиан Свеннсен (дат. Christian Svendsen, род. 12 апреля 1996) — датский профессиональный велогонщик, бронзовый призёр Чемпионата Дании по маунтинбайку в кросс-кантри марафоне (XCM, 2016).

## Ранние годы и семья
Кристиан Свеннсен родился 12 апреля 1996 года в Дании. Он вырос в северной части Ютландии и с юности был связан с местным велоспортом. Его старший брат, Каспер Свеннсен (род. 1993), также стал успешным маунтинбайкером: Каспер выиграл чемпионат Дании в маунтинбайк-марафоне в 2017 году. Братья Свеннсен с детства увлекались велоспортом и позднее вместе выступали за клуб Team Rold Skov Elite, часто разделяя подиумы на соревнованиях. Так, местная пресса отмечала «ракетный» тандем братьев Свеннсен, доминировавших на региональных гонках.
Окончив школу, Кристиан не сразу сосредоточился исключительно на спортивной карьере. В период с 2014 по 2016 год он работал продавцом и веломехаником в магазине Skørping Cykler (Скёрпинг), что позволило ему совмещать трудовую деятельность с любительскими выступлениями. В дальнейшем Свеннсен получил профессиональное образование: c 2016 по 2020 годы он обучался на оптометриста в Датской академии, а с 2021 по 2022 годы прошёл базовую программу для руководителей в бизнес-колледже Орхуса. После завершения обучения Кристиан начал карьеру в сфере охраны зрения — с 2016 года он работал оптиком в салоне «by SØLVTOFTE» в городе Раннерс (Центральная Ютландия).

## Спортивная карьера

### Начало пути и юниорские успехи
Кристиан занялся маунтинбайком в подростковом возрасте и вступил в местный клуб Rold Skov MTB, базирующийся возле лесного массива Рольд Сков. Уже в возрасте 17-18 лет Свеннсен зарекомендовал себя как один из перспективных юниоров Дании.
В 2014 году он дебютировал на международной арене, приняв участие в юниорской серии UCI World Cup XCO (этап в немецком Альбштадте). На внутренних соревнованиях того сезона Свеннсен стабильно входил в число лидеров: так, на этапе датской серии SRAMliga в Виборге он финишировал третьим среди юниоров, уступив лишь будущим звёздам мирового MTB — Симону Андреассену и Андерсу Брайнхёю.
В конце юниорской карьеры Кристиан присоединился к новосозданной команде Team Rold Skov Elite (сезон 2014). Этот клуб получил статус элитной MTB-команды Датского велосоюза (DCU) и объединил лучших гонщиков региона, включая братьев Свеннсен и их соратников. С этого момента Кристиан Свеннсен неизменно выступал за Team Rold Skov Elite на всех крупных соревнованиях, сочетая выступления в кросс-кантри (XCO) и марафонских гонках (XCM).

### Выступления за Team Rold Skov Elite
Переход во взрослую категорию (U23 и «элита») прошёл для Свеннсена успешно. Начиная с 2015 года он регулярно попадал в десятку сильнейших на этапах Shimano Liga / SRAMliga — главного кубка Дании по маунтинбайку. В сезоне 2015 Свеннсен занял 4-е место на этапе лиги в Варде, 8-е место на этапе в Слагельсе, и 9-е в Виборге. Эти результаты позволили ему закрепиться в элите датского маунтинбайка.
Наивысшего успеха на национальном уровне Кристиан добился в 2016 году. 29 мая 2016 года на чемпионате Дании в марафонской дисциплине (XCM), прошедшем под Орхусом, Свеннсен завоевал бронзовую медаль среди мужчин «Elite A». Он финишировал третьим с результатом 4 часа 37 минут, уступив серебряному призёру около 12 минут. Чемпионом тогда стал опытный Клаус Нильсен, второе место занял напарник Нильсена по команде Беньямин Юстесен, а Свеннсен принёс своей Team Rold Skov Elite бронзу национального первенств. Таким образом, в 20-летнем возрасте Кристиан Нильсен поднялся на подиум чемпионата Дании, закрепив свой статус одного из сильнейших марафонцев страны.
Параллельно Свеннсен продолжал выступать и в олимпийском кросс-кантри. В 2016 году на чемпионате Дании в олимпийском кросс-кантри (XCO) он занял 8-е место, соперничая с ведущими гонщиками страны. В следующем сезоне Кристиан повторил этот результат, финишировав восьмым в гонке XCO на национальном чемпионате. Также в 2017 году он принял участие в престижной марафонской гонке UCI MTB Marathon Series в Еленя-Гуре (Польша), где занял 21-е место и заработал очки международного рейтинга.
Свеннсен не раз представлял Данию на крупных международных стартах. В июне 2016 года он вошёл в состав сборной на чемпионате мира по маунтинбайк-марафону (XCM), прошедшем во Франции. В той гонке на дистанции около 90 км Кристиан финишировал 71-м среди элиты, приобретя ценный опыт соревнований мирового уровня.
Спустя два года, весной 2018-го, Свеннсен стартовал на чемпионате Европы по MTB-марафону в Италии, где показал 67-й результат. В сезонах 2017—2018 Кристиан оставался одним из лидеров Team Rold Skov Elite. Он занял 7-е место на чемпионате Дании 2018 года в марафоне XCM и снова вошёл в топ-10 (7-е место) на одном из этапов национальной MTB-лиги в городе Варде. Кроме того, вместе с братом и товарищами по команде Свеннсен успешно выступал в зрелищных гонках формата Red Bull Rævejagt («Лисья охота»). В 2015 году на таком соревновании в лесу Рольд Сков братья Свеннсен стали лучшими среди «добычи» — финишировали с временем 27:11, уступив только «лису» (гонщику-преследователю Симону Андреассену). В 2017 году на Rævejagt Кристиан занял 8-е место, а его брат Каспер — 2-е, снова подтвердив силу братьев Свеннсен на североютландских трассах.
К началу 2020-х годов Кристиан Свеннсен несколько снизил соревновательную активность. После 2018 года он реже участвовал в гонках, сконцентрировавшись на работе и личной жизни. Тем не менее, он продолжает состоять в клубе Team Rold Skov Elite и иногда выходит на старт локальных любительских соревнований, а также принимает участие в виртуальных велогонках. Например, зимой 2020—2021 года Свеннсен участвовал в национальной серии Uno-X Cup по кибервелоспорту (гонки на тренажёрах в Zwift), стабильно финишируя в десятке сильнейших в своём зачёте.

## Достижения

### Маунтинбайк
2014
3-й на юниорском этапе SRAMliga (Виборг).
2015
SRAMLiga:
8-й в Слагельсе
4-й в Варде
9-й в Виборге
2016
Чемпионат Дании:
8-й на XCO
3-й на XCM
6-й на SRAMLiga в Варде
2017
8-й на Чемпионате Дании, XCO
2018
7-й на MTBliga в Варде
7-й на Чемпионате Дании, XCM

## Личная жизнь
Кристиан Свеннсен — младший брат Каспера Свеннсена, чемпиона Дании по маунтинбайку.